# Магдалена Сибілла Саксонська
Магдале́на Сибі́лла Саксо́нська (нім. Magdalena Sibylla von Sachsen, 23 грудня 1617 — 6 січня 1668) — саксонська принцеса з Альбертинської лінії Веттінів, донька курфюрста Саксонії Йоганна Георга I та прусської принцеси Магдалени Сибілли, дружина кронпринца Данії та Норвегії Крістіана, а після його смерті — герцога Саксен-Альтенбургу Фрідріха Вільгельма II. Авторка молитовника.

## Біографія

### Ранні роки
Народилась 23 грудня 1617 року в Дрездені. Була сьомою дитиною та третьою донькою в родині курфюрста Саксонії Йоганна Георга I та його другої дружини Магдалени Сибілли Прусської. Мала старших сестер Софію Елеонору та Марію Єлизавету й братів Йоганна Георга, Августа та Крістіана. Згодом сімейство поповнилося двома синами, з яких вижив лише Моріц.

### Перший шлюб
У 16 років була видана в шлюб з 31-річним кронпринцом Данії та Норвегії Крістіаном. Перемовини про шлюб велися з 1630 року, заручини відбулися у 1633 році. Вінчання пройшло 5 жовтня 1634 року у Копенгагені. Весілля, назване Великим (Det store bilager), святкувалося дуже пишно, що мало на меті демонструвати, що Данія-Норвегія, попри невдале втручання у Тридцятилітню війну, як і раніше, залишається провідною європейською державою.

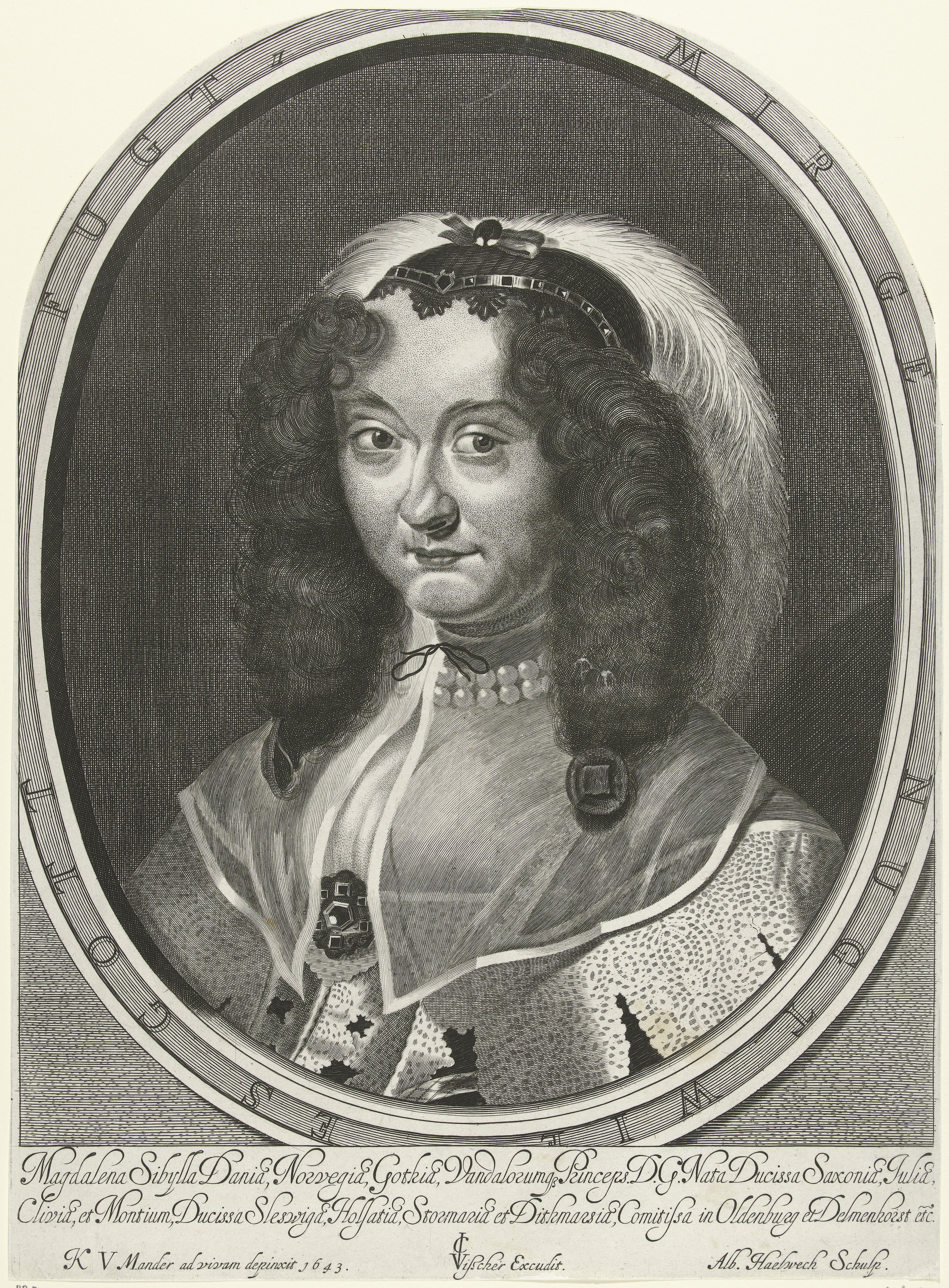
Гравюра Альберта Хельвега 1643—1652 років

 Під час святкувань, між іншим, показали перший балет, який поставили у Данії, відбувся лицарський турнір, в якому брав участь сам король Крістіан IV, й провели двогодинний нічний феєрверк. Оселилися молодята у замку Нюкьобінг у Фальстері. Дітей у них не було.
Після одруження Магдалена Сибілла вела скромне й усамітнене життя. Робила пожертви церквам і священнослужителям, також написала молитовник.
Чоловік мало цікавився державними справами і неохоче виконував обов'язки голови уряду у 1644 році, коли його батько був відсутнім через війну Торстенсона. Мав репутацію п'янички та ледаря, наробив багато боргів. Разом з тим був великим колекціонером творів мистецтва та старожитностей. Супроводжуваний Магдаленою, він раптово помер дорогою на курорт 2 червня 1647 року у замку Горбіц в Саксонії.
Магдалена Сибіла отримала Лолланн і Фальстер як удовину долю. Мешкаючи у своїх володіннях, у 1647—1653 роках вона виконувала функції королівського окружного шерифа в округах Нюкьобінг, Фальстер та Ольхольм.
У 1651 році відбулися її заручини із герцогом Саксен-Альтенбурзьким Фрідріхом Вільгельмом II. Згодом принцеса втратила все своє данське майно та посади.

### Другий шлюб

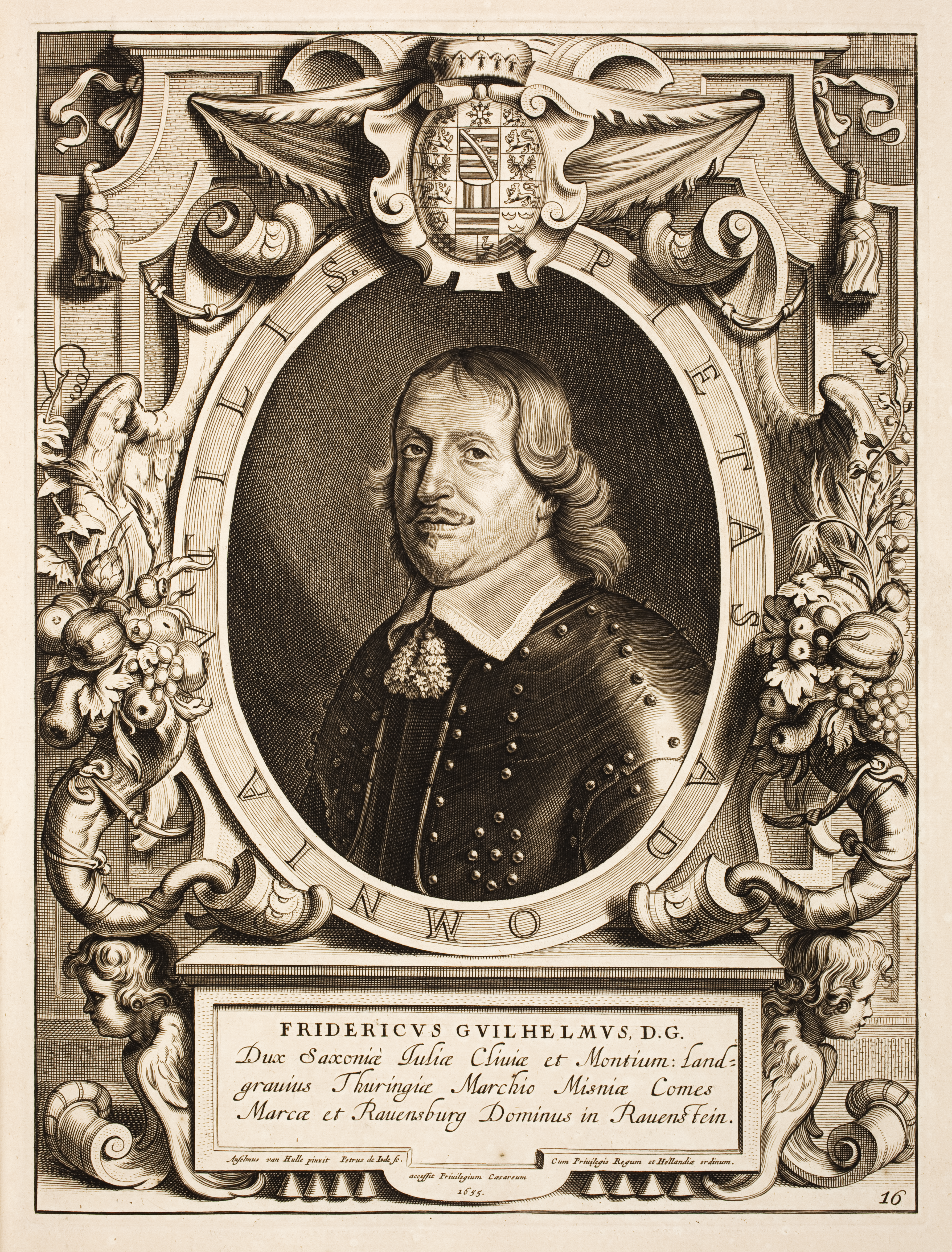
Фрідріх Вільгельм II

У 34 років Магдалена Сибілла взяла шлюб із 49-річним герцогом Саксен-Альтенбурзьким, удівцем Фрідріхом Вільгельмом II. Весілля пройшло 11 жовтня 1652 року в Дрездені. Попри свою ощадливість, він не забував демонструвати князівський блиск у важливих випадках. До саксонської столиці герцог прибув на 900 конях; було придбано 33 відра кращого франконського вина та доставлено 300 відер іншого вина з Альтенбургу; 11 000 талерів витрачено на намиста, поясні портрети та кільця як подарунки «для офіцерів». На зворотному шляху до Альтенбургу за екіпажем подружжя слідували 1000 коней, а сама карета була обкована сріблом замість заліза.
У 1662 році Магдалена Сибілла відвідала Данію у зв'язку із заручинами свого небожа Йоганна Георга з данською принцесою Анною Софією.
Герцогиня, за словами німецького богослова та гімнолога Йоганна Каспара Ветцеля та пастора Готтфріда Лебрехта Ріхтера, була авторкою пісні «Мій час закінчився тут, у цьому смертному житті», надрукованій у книзі гімнів Кульмбаху 1680 року.
Правляче подружжя полюбляло полювання, і у 1664 році до їхньої основної резиденції додався мисливський будиночок у Гуммельсгайні.
Бажаючи забезпечити Магдалену Сибіллу, у 1665 році чоловік також розпочав будівництво удовиного палацу для Магдалени Сибілли. Втім, вона померла раніше, ніж той був завершений, і ще за життя чоловіка. Будівництво призупинили, й недобудову використовували як зерносховище. За ініціативою поетеси-пієтистки Генрієтти Катаріна фон Герсдорф будівля була завершена, й у грудні 1705 року в ній відкрили заклад для незабезпечених аристократок Magdalenenstift.
Сама герцогиня пішла з життя 6 січня 1668 року. Була похована у князівській крипті замкової кірхи Альтенбургу. З нагоди її смерті випустили пам'ятні золоті монети номіналом в 1 дукат, на аверсі яких викарбувані дати життя Магдалени Сибілли, а на реверсі — її коронована монограма. Фрідріх Вільгельм пережив дружину на рік.

## Родина
Чоловік — Крістіан, кронпринц Данії та Норвегії
Дітей не було
Чоловік — Фрідріх Вільгельм II, герцог Саксен-Альтенбурзький
Діти:
- Крістіан (1654—1663) — прожив 9 років;
- Йоганна Магдалена (1656—1686) — дружина герцога Саксен-Вайссенфельсу Йоганна Адольфа I, народила 10 дітей;
- Фрідріх Вільгельм (1657—1672) — герцог Саксен-Альтенбургу в 1669—1672 роках, одруженим не був, дітей не мав.

## Нагороди
- Орден Рабинь Доброчесності.[10]